# Vladimíra Valová
Vladimíra Valová (* 1978 Třebíč) je česká spisovatelka. Pracovala jako redaktorka regionálního Deníku, v současnosti pracuje v třebíčském knihkupectví.
Povídky začala psát kolem roku 2009, některé publikovala časopisecky v Hostu, v roce 2017 jí ve stejnojmenném nakladatelství vyšla debutová sbírka povídek. V roce 2024 napsala druhou knížku s názvem Ptáci jsou dosud nečitelní.

## Dílo
- Do vnitrozemí, 2017 – sbírka povídek, v roce 2018 nominována na cenu Česká kniha a do kategorie Litera pro objev roku v soutěži Magnesia Litera[3]
- Ptáci jsou dosud nečitelní, 2024